# Teukros

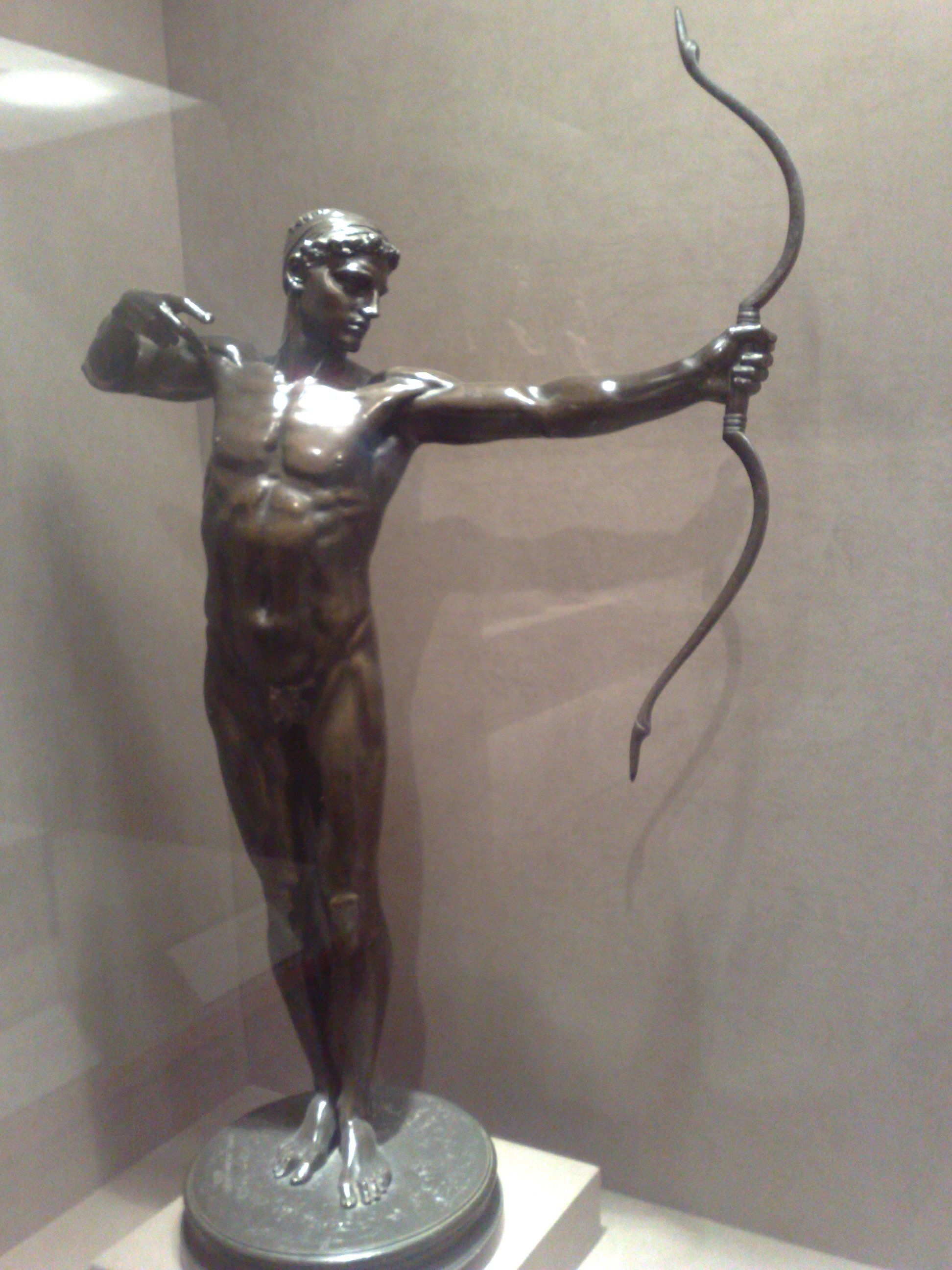
Teukros-staty av Sir William Hamo Thornycroft.

Teukros, även Teucrus, Teucros eller Teucris (klassisk grekiska: Τεῦκρος), var i grekisk mytologin son till kung Telamon av Salamis och hans andra hustru Hesione, dotter till kung Laomedon av Troja. Han kämpade tillsammans med sin halvbror, Ajax, i det trojanska kriget och är den legendariska grundaren av staden Salamis på Cypern. Genom sin mor var Teukros brorson till kung Priamos av Troja och kusin till Hektor och Paris, vilka han alla kämpade mot i det trojanska kriget.

## Myter
Under trojanska kriget utmärkte sig Teukros främst som en skicklig bågskytt, som stod bakom sin halvbror Ajax den stores imponerande sköld och avfyrade sina pilar över skölden mot fienderna. När Hektor drev tillbaka grekerna mot deras skepp, hjälpte Teukros Argiverna genom att döda många av de framrusande trojanerna, inklusive Hektors vagnförare, Archeptolemus son till Iphitos. Men varje gång han sköt en pil mot Hektor, lyckades Apollo, trojanernas beskyddare, förhindra skottet. Vid ett tillfälle i sin ilska över Teukros framgång, plockade Hektor upp en enorm sten och kastade den mot honom. Stenen skadade Teukros, som tvingades dra sig tillbaka från striderna en tid. Efter att Zeus förstört hans pilbåge, tog Teukros upp ett spjut för att fortsätta slåss i kriget. Han utmanade Hektor igen och undvek Hektors flygande spjut i den efterföljande striden. Han var också en av dananerna som gick in i den trojanska hästen.
Totalt dödade Teukros trettio trojaner under kriget; av dessa nämner Homeros Aretaon, Orsilochus, Ormenus, Ofhelestes, Daetor, Chromius, Lykophontes, Amopaon, Melanippus, Prothoon och Perifetes, såväl som den tidigare nämnda Archeptolemus. Han sårade också Glaucus, son till Hippolochus.
Efter Ajax självmord, vaktade Teukros kroppen för att se till att den begravdes, och förolämpade Menelaus och Agamemnon när de försökte stoppa begravningen. Till slut övertalade Odysseus Agamemnon att tillåta begravningen.  På grund av sin halvbrors självmord ställdes Teukros inför rätta av sin far, där han ansågs skyldig till försummelse för att inte tagit med sin döda halvbrors kropp eller vapen tillbaka med sig. Han förkastades av sin far, fick inte återvända till ön Salamis, och begav sig ut för att hitta ett nytt hem.
Teukros avskedstal omnämns i Horatius diktsamling Odena, med kända citat såsom "nil desperandum" (misströsta inte), och "cras ingens iterabimus aequor" (i morgon ska vi åter bege oss ut på det stora havet).
Teukros gick så småningom med kung Belus av Tyrus i hans fälttåg mot Cypern, och när ön togs i beslag, överlämnade Belus den till honom som belöning för hans hjälp. Teukros grundade staden Salamis på Cypern, som han döpte efter sin hemstat. Han gifte sig senare med Eune, dotter till Cinyras, kung av Cypern, och fick med henne dottern Asteria.
Namnet Teukros tros vara relaterat till namnet på den västhittitiska guden Tarku (östhittitiska Teshub) – den indoeuropeiska stormguden - en roll som förklarar hans förhållande till Belus, som är förknippad med den karthagiska guden Baal Hammon.
Lokala berättelser om staden Pontevedra i Galicien menar att dess grundare är Teukros (Teucro), men det finns teorier om att detta härstammar från att grekiska handelsmän besökt området under antiken och introducerat grekiska historier. Staden kallas ibland poetiskt "Teukros stad" och dess invånare kallas teucrinos. Flera idrottsföreningar i kommunen har namn som är relaterade till Teukros.